# پیینوویچ
پیینوویچ (به صربی: Pejinović) یک منطقهٔ مسکونی در صربستان است که در ولادیمیرتسی واقع شده‌است. پیینوویچ ۲۳۵ نفر جمعیت دارد.